# Fortín Libertad
Fortín Libertad ist eine Ortschaft im Departamento Santa Cruz im Tiefland des südamerikanischen Anden-Staates Bolivien.

## Lage im Nahraum
Fortín Libertad ist der zentrale Ort des Kanton Saturnino Saucedo im Municipio San Julián in der Provinz Ñuflo de Chávez. Die Ortschaft liegt auf einer Höhe von 255 m inmitten eines sanften Hügellandes zwölf Kilometer östlich des Río Grande. Die nächstgelegenen Städte sind San Julián (24 km) im Norden und Okinawa I (24 km) im Westen.

## Geographie
Fortín Libertad liegt im bolivianischen Tiefland in der Region Chiquitania, einer in weiten Regionen noch wenig besiedelten Landschaft zwischen Santa Cruz und der brasilianischen Grenze.
Die mittlere Durchschnittstemperatur der Region liegt bei gut 24 °C (siehe Klimadiagramm Okinawa I), die Monatswerte schwanken zwischen 21 °C im Juni/Juli und etwa 26 °C von Oktober bis März. Der Jahresniederschlag beträgt etwa 1000 mm, die Monatsniederschläge sind ergiebig und liegen zwischen 30 mm im Juli und 175 mm im Januar.

## Verkehrsnetz
Fortín Libertad liegt in einer Entfernung von 122 Straßenkilometern nordöstlich von Santa Cruz, der Hauptstadt des Departamentos.
Von Santa Cruz aus führt die asphaltierte Nationalstraße Ruta 4 über 57 Kilometer in nördlicher Richtung über Warnes nach Montero. Hier trifft sie in Guabirá auf die Ruta 10, die in östlicher Richtung über Okinawa I nach weiteren 65 Kilometern Fortín Libertad erreicht. Die Ruta 10 führt dann weiter nach San Ramón, Concepción, Santa Rosa de Roca und San Ignacio de Velasco und weiter entlang der brasilianischen Grenze über San Vicente de la Frontera nach San Matías.
Sechs Kilometer östlich von Fortín Libertad, bei der Ortschaft Los Troncos, zweigt die Nationalstraße Ruta 9 nach Süden von der Ruta 10 ab, die das gesamte Tiefland in Nord-Süd-Richtung durchquert, von Guayaramerín ganz im Nordosten des Landes über Santa Cruz bis hin nach Yacuiba im Süden an der Grenze zu Argentinien.

## Bevölkerung
Die Einwohnerzahl der Ortschaft ist in den vergangenen beiden Jahrzehnten leicht zurückgegangen:
| Jahr | Einwohner | Quelle       |
| ---- | --------- | ------------ |
| 1992 | 708       | Volkszählung |
| 2001 | 917       | Volkszählung |
| 2012 | 660       | Volkszählung |